# Jordan 197
A Jordan 197 egy Formula–1-es versenyautó, amelyet a Jordan Grand Prix csapat tervezett és versenyeztetett az 1997-es Formula–1 világbajnokság során. Pilótái Ralf Schumacher és Giancarlo Fisichella voltak.

## Áttekintés
Miután az előző idény nem sikerült jól, Eddie Jordan kirúgta a versenyzőit, és egy új pilótapárossal kezdett neki az új szezonnak. Ralf Schumacher újoncnak számított, és az akkor már többszörös futamgyőztes, a csapattal korábban versenyző Michael Schumacher testvére volt, míg Giancarlo Fisichella az előző idényben pár versenyen már részt vett a Minardi csapatánál. Ebben az idényben, utoljára, a Peugeot motorjai hajtották az autókat.
A szezon során mindkét versenyző hatszor szerzett pontokat, ebből háromszor a dobogón is állhattak. Schumacher élete harmadik versenyén, Argentínában lett harmadik, Fisichella pedig pedig Kanadában harmadik, Belgiumban második. Miután Fisichella megfutotta a spanyol nagydíjon a leggyorsabb kört, a német nagydíjon pedig az első sorba kvalifikált, nagy érdeklődést váltott ki a rivális csapatoknál is, és végül a következő idényben a Benettonhoz igazolt. A csapat konstruktőri negyedikként zárta az évet.
A csapat főszponzora a Benson & Hedges cigarettamárka volt, amely jellegzetes élénksárgára festette az autókat. Az orrkúpra egy kígyó fejét és méregfogát festették, az oldaldobozokra pedig a pikkelyes testét jelképező mintázatot. Ahol be voltak tiltva a dohányreklámok, ott a "Bitten & Hisses" felirat került fel, illetve a "Ssssschuhey" és "Fissssssi" feliratok, utalva a versenyzőkre.

## Eredmények
| Év   | Csapat                         | Motor       | Gumik | Pilóták              | 1   | 2   | 3   | 4   | 5   | 6   | 7   | 8   | 9   | 10  | 11  | 12  | 13  | 14  | 15  | 16  | 17  | Pontok | Helyezés |
| ---- | ------------------------------ | ----------- | ----- | -------------------- | --- | --- | --- | --- | --- | --- | --- | --- | --- | --- | --- | --- | --- | --- | --- | --- | --- | ------ | -------- |
| 1997 | Benson & Hedges Jordan Peugeot | Peugeot A14 | G     |                      | AUS | BRA | ARG | SMR | MON | ESP | CAN | FRA | GBR | GER | HUN | BEL | ITA | AUT | LUX | JPN | EUR | 33     | 5.       |
| 1997 | Benson & Hedges Jordan Peugeot | Peugeot A14 | G     | Ralf Schumacher      | KI  | KI  | 3   | KI  | KI  | KI  | KI  | 6   | 5   | 5   | 5   | KI  | KI  | 5   | KI  | 9   | KI  | 33     | 5.       |
| 1997 | Benson & Hedges Jordan Peugeot | Peugeot A14 | G     | Giancarlo Fisichella | KI  | 8   | KI  | 4   | 6   | 9   | 3   | 9   | 7   | 11  | KI  | 2   | 4   | 4   | KI  | 7   | 11  | 33     | 5.       |

† - nem fejezte be a versenyt, de rangsorolták, mert teljesítette a versenytáv 90 százalékát